# 1986 en musique classique
| \| • Retour à la chronologie générale de la musique classique • \| |
| Grèce • Rome • Haut Moyen Âge • VIIIe siècle • IXe siècle • Xe siècle • XIe siècle XIIe siècle • XIIIe siècle • XIVe siècle • XVe siècle • XVIe siècle • XVIIe siècle XVIIIe siècle • XIXe siècle • XXe siècle • XXIe siècle |
| • Retour à la chronologie générale de la musique classique • |

| Années en musique classique : 1983 - 1984 - 1985 - 1986 - 1987 - 1988 - 1989    |
| Décennies en musique classique : 1950 - 1960 - 1970 - 1980 - 1990 - 2000 - 2010 |

## Événements

### Créations
- 20 janvier :New York Counterpoint de Steve Reich, créé au Avery Fisher Hall de New York.
- 25 janvier : Salvatore Giuliano, opéra de Lorenzo Ferrero, créé au Teatro dell'Opera di Roma.
- 2 avril : La version napolitaine de I puritani, opéra de Vincenzo Bellini, créée à Bari 150 ans après la mort du compositeur.
- 23 mai : Lichtbogen de Kaija Saariaho, créé à Paris.
- 17 septembre : le Quatuor no 4 d'Elliott Carter, créé par le Composers String Quartet.
- 11 octobre : Ur de Magnus Lindberg, créé à Paris, par l'ensemble intercontemporain sous la direction de Marc-André Dalbavie.

#### Date indéterminée
- L'Écume des jours, opéra d’Edison Denisov, créé à l’Opéra-Comique sous la direction de John Burdekin.
- Création de la Symphonie no 2 Aussöhnung pour soprano et orchestre de Tobias Picker.

### Autres
- 1er janvier : concert du nouvel an de l'orchestre philharmonique de Vienne au Musikverein, dirigé par Lorin Maazel.

- 20 avril : Concert à Moscou du pianiste Vladimir Horowitz après 61 ans d'exil.

#### Date indéterminée
- Claudio Abbado est nommé directeur musical de l’Opéra d'État de Vienne (1986-1991).
- Création du Gustav Mahler Jugendorchester par Claudio Abbado.
- Fondation du Trio Guarneri de Prague.

## Prix
- Gary Hoffman obtient le 1er grand prix du Concours de violoncelle Rostropovitch.
- Karlheinz Stockhausen reçoit le Prix Ernst-von-Siemens.
- Sviatoslav Richter reçoit le Léonie Sonning Music Award.
- György Ligeti reçoit le Grawemeyer Award pour ses Etudes for piano.

## Naissances

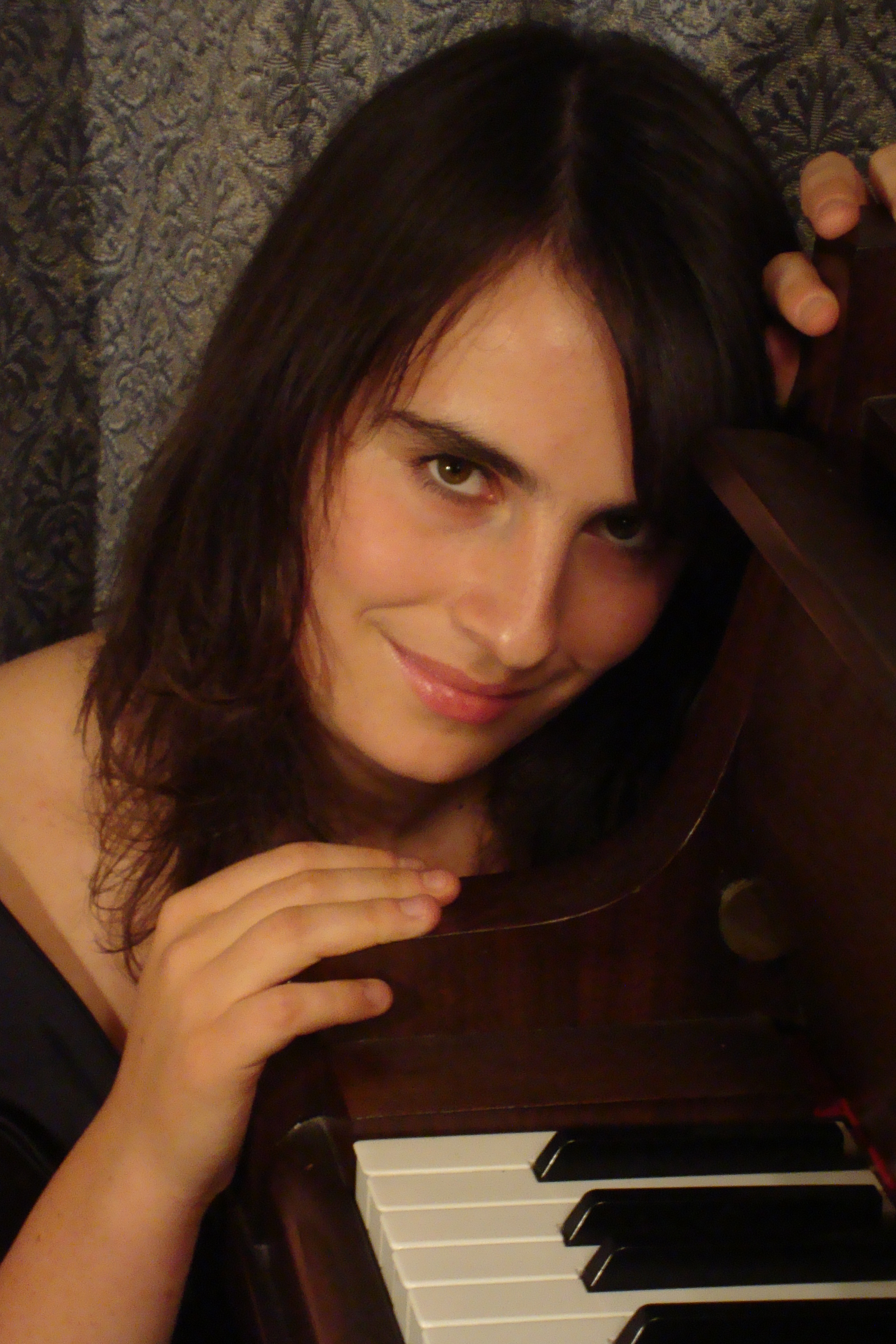
Alissa Firsova

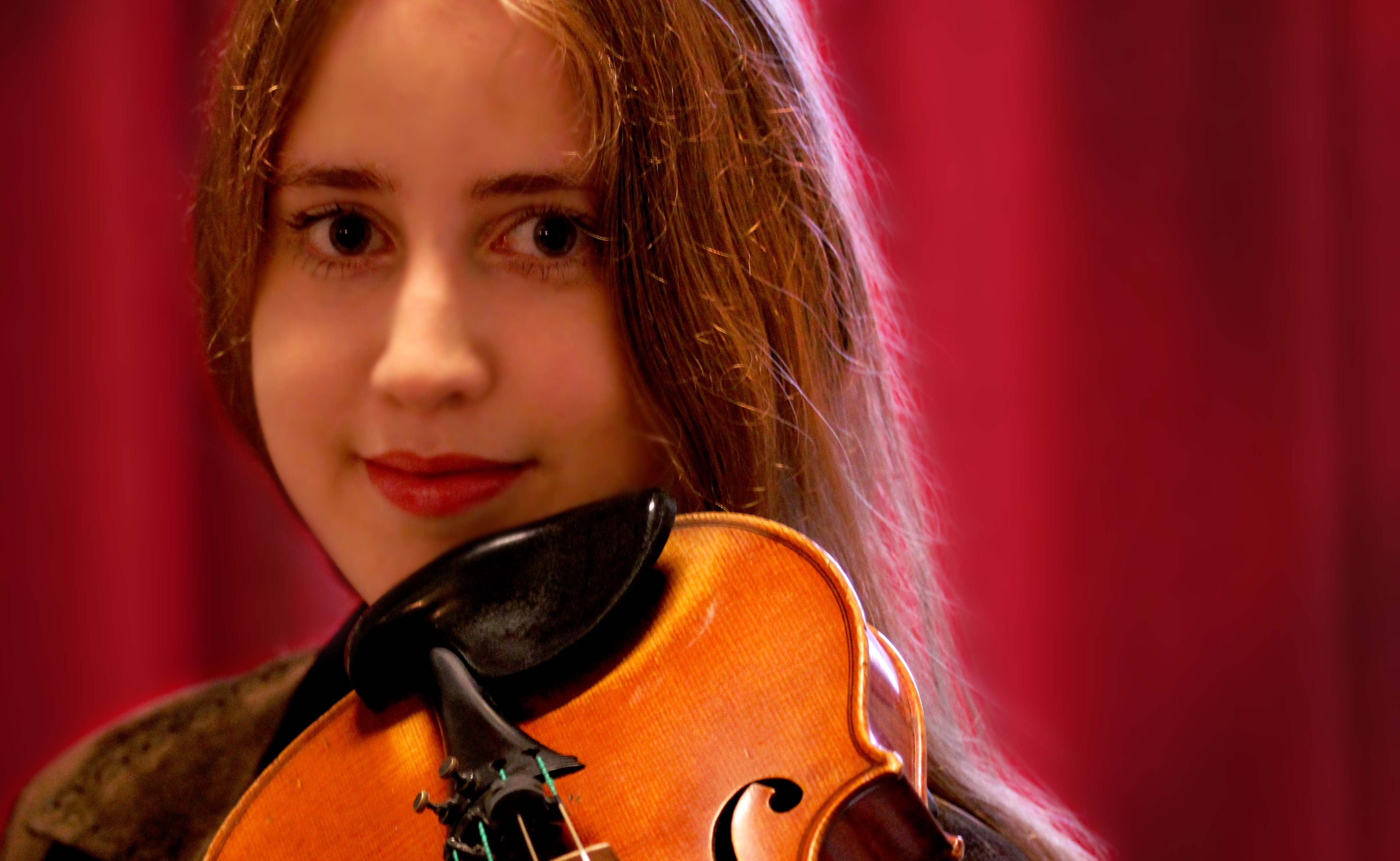
Vilde Frang

- 4 janvier : Eva Ganizate, soprano française († 4 janvier 2014).
- 7 janvier : Regula Mühlemann, cantatrice soprano suisse.
- 15 janvier : Valer Barna-Sabadus, sopraniste.
- 30 avril : Marina Viotti, cantatrice mezzo-soprano franco-suisse.
- 2 mai : Yeol Eum Son, pianiste sud-coréenne.
- 21 mai : Sarah Gibson,  pianiste et compositrice américaine († 14 juillet 2024).
- 26 mai : Sasha J. Blondeau, compositeur françaises.
- 2 juillet : Denis Kojoukhine, pianiste russe.
- 17 juillet : Doryan-Emmanuel Rappaz, compositeur suisse.
- 18 juillet : Yossif Ivanov, violoniste belge.
- 24 juillet : Alissa Firsova, compositrice, pianiste et chef d'orchestre russo-britannique.
- 29 juillet : Eléonore Darmon, violoniste française.
- 19 août : Vilde Frang, violoniste norvégienne.
- 27 août : Violeta Cruz, compositrice colombienne.
- 4 septembre : Vadym Kholodenko, pianiste ukrainien.
- 21 septembre : Erzhan Kulibaev, violoniste Kazakhstanais.
- 22 septembre : Valeriy Sokolov, violoniste ukrainien.
- 24 septembre : Lionel Bringuier, pianiste, violoncelliste et chef d'orchestre français.
- 2 octobre : Alix Debaecker, chef de chœur française.
- 13 octobre : Wen-Yu Shen, pianiste chinois.
- 26 octobre : HJ Lim, pianiste sud-coréenne.
- 18 novembre : Elim Chan, cheffe d’orchestre hongkongaise.
- 23 novembre : Lea Birringer, violoniste allemande.
- 25 novembre : Louise Alder, soprano britannique.
- 2 décembre : Lorenzo Gatto, violoniste belge.
- 29 décembre : Jean-Frédéric Neuburger, pianiste français.

### Date indéterminée
- Charlotte Church, chanteuse soprano et présentatrice de télévision galloise.
- Mark Edwards, claveciniste et organiste canadien.
- Armelle Khourdoïan, soprano française d'origine arménienne.
- Anna Korsun,  chanteuse, pianiste, organiste, chef d'orchestre, professeur et compositrice ukrainienne.
- Olga Pashchenko, claveciniste, fortepianiste, organiste et pianiste russe.

## Décès

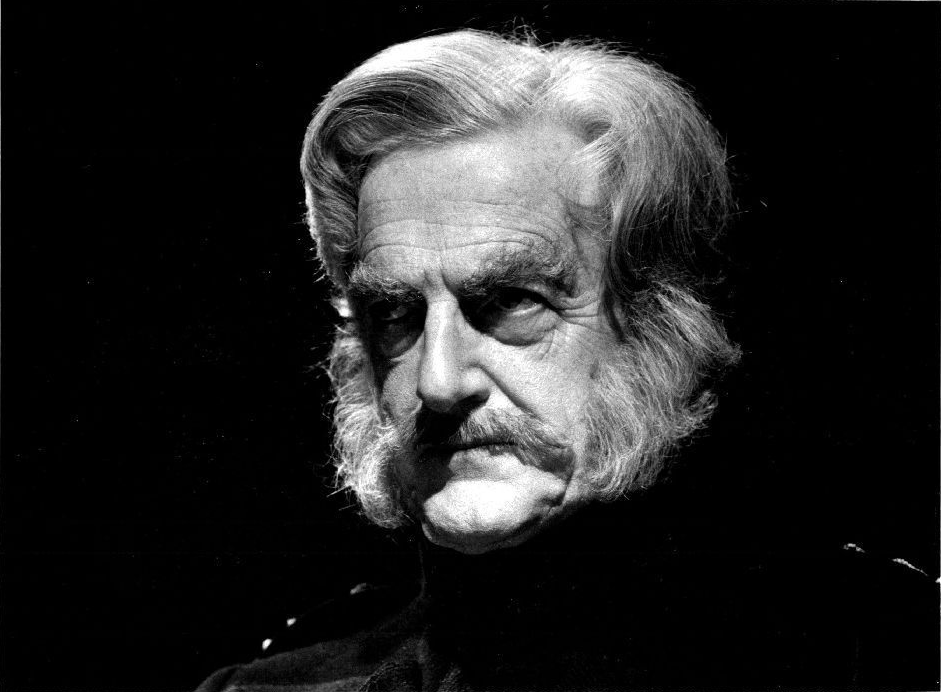
Peter Pears

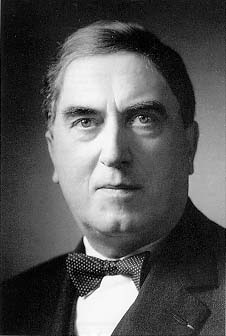
Maurice Duruflé

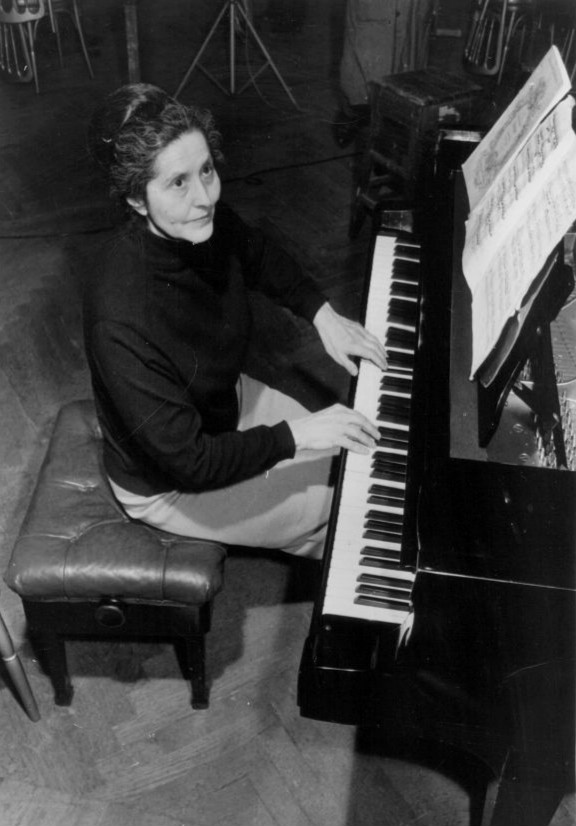
Lili Kraus

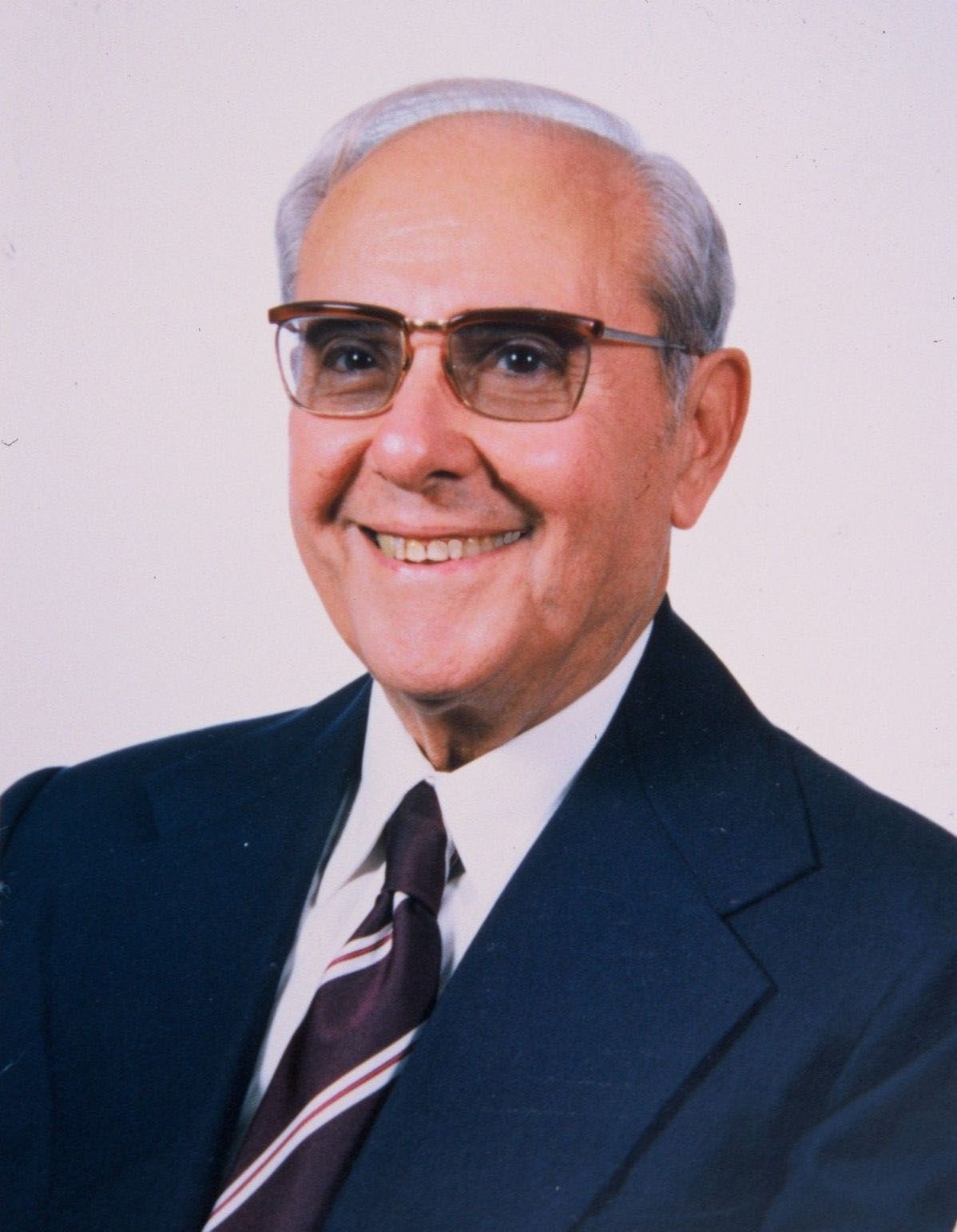
Francisco Casanovas

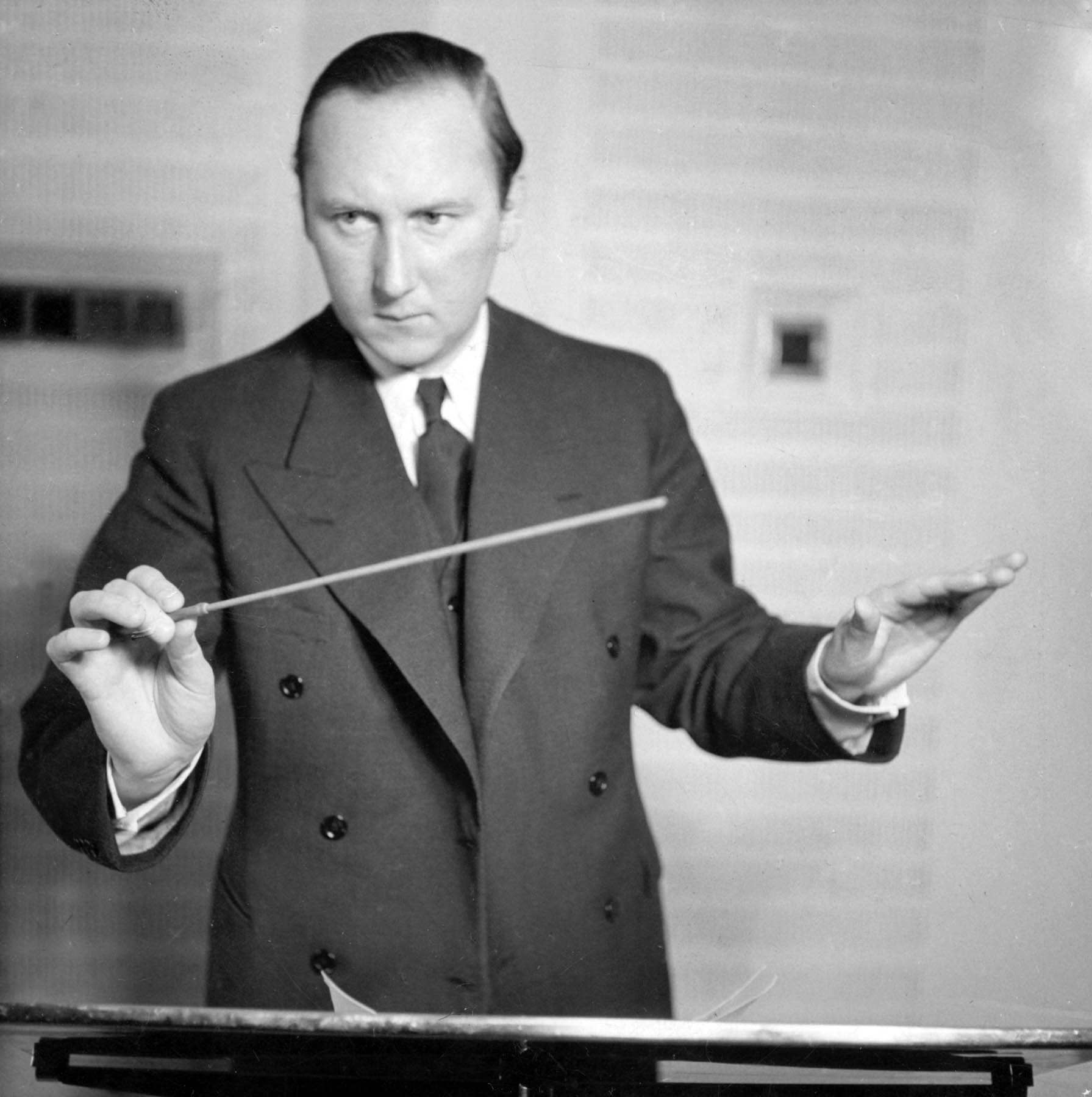
Lars-Erik Larsson

- 7 janvier : Germaine Arbeau-Bonnefoy, professeur de piano, fondatrice-animatrice des concerts Musigrains (° 26 juin 1893).
- 6 janvier : Fernand Oubradous, bassoniste, chef d'orchestre et compositeur français (° 12 février 1903).
- 8 janvier : Pierre Fournier, violoncelliste français (° 24 juin 1906).
- 16 janvier : Stjepan Šulek, compositeur et chef d'orchestre croate (° 5 août 1914).
- 22 janvier : Ilse Fromm-Michaels, pianiste et compositrice Allemande (° 30 décembre 1888).
- 23 janvier : Yvonne Lefébure, pianiste française (° 29 juin 1898).
- 12 février : Guy Warrack, chef d'orchestre et compositeur écossais (° 6 février 1900).
- 13 février : Victor Desarzens, chef d'orchestre suisse (° 27 octobre 1908).
- 14 février : Edmund Rubbra, compositeur anglais (° 23 mai 1901).
- 17 février : Kikuko Kanai, compositrice japonaise (° 13 mars 1911).
- 18 février : Václav Smetáček, hautboïste, chef d'orchestre et pédagogue tchèque (° 30 septembre 1906).
- 19 février : Francisco Mignone, compositeur, pianiste, chef d'orchestre et pédagogue brésilien (° 3 septembre 1897).
- 4 mars : Hans Gillesberger, chef de chœur autrichien (° 29 novembre 1909).
- 5 mars : Pierre Pasquier, altiste français (° 14 septembre 1902).
- 30 mars : Milan Munclinger, flûtiste, chef d'orchestre, compositeur et musicologue tchèque (° 3 juillet 1923).
- 3 avril : Peter Pears, chanteur classique britannique (° 22 juin 1910).
- 18 avril : Antonio Lauro, guitariste et compositeur vénézuélien (° 3 août 1917).
- 19 avril : Dag Ivar Wirén, compositeur suédois (° 15 octobre 1905).
- 28 avril : Denis Arnold, musicologue britannique (° 15 décembre 1926).
- 5 mai : Ruy Coelho, compositeur portugais (° 3 mars 1889).
- 2 juin : Daniel Sternefeld, compositeur, professeur de musique et chef d'orchestre belge (° 27 novembre 1905).
- 13 juin : Benny Goodman, clarinettiste et chef d'orchestre de jazz américain (° 30 mai 1909).
- 16 juin : Maurice Duruflé, compositeur français (° 11 janvier 1902).
- 20 juin : Jean De Middeleer, pianiste, compositeur, organiste, et chef d'orchestre belge (° 24 février 1908).
- 29 juin : Dusolina Giannini, soprano américaine (° 19 décembre 1902).
- 4 juillet :
  - Paul-Gilbert Langevin, musicologue français (° 5 juillet 1933).
  - Flor Peeters, organiste et compositeur belge (° 4 juillet 1903).
- 12 juillet : Waclaw Kisielewski, pianiste polonais  (° 12 février 1943).
- 16 juillet : Claire Watson, soprano américaine (° 3 février 1927).
- 23 juillet : Kazimierz Sikorski, compositeur et pédagogue polonais (° 28 juin 1895).
- 31 juillet : Enric Casals i Defilló, compositeur et violoniste catalan (° 26 juillet 1892).
- 6 août : 
  - Jean-Pierre Jacquillat, chef d'orchestre français (° 31 juillet 1935).
  - Simone Plé-Caussade, pédagogue, compositrice et pianiste française (° 14 août 1897).
- 9 août : Eduardo del Pueyo, pianiste espagnol (° 29 août 1905).
- 12 août : Felix Salzer, théoricien de la musique, musicologue et pédagogue austro-américain (° 13 juin 1904).
- 13 août : Silvia Eisenstein pianiste, compositrice, directrice d'orchestre et de chœur, et pédagogue vénézuélienne de naissance argentine (° 5 janvier 1917).
- 20 août : Jules Cuénod, compositeur vaudois (° 18 octobre 1885).
- 2 septembre : Philip Radcliffe, musicologue et compositeur anglais (° 27 avril 1905).
- 7 septembre : Armin Schibler, compositeur suisse (° 20 février 1920).
- 9 septembre : Magda Tagliaferro, pianiste française (° 19 janvier 1893).
- 14 septembre : Marcel Couraud, chef d'orchestre et chef de chœur français (° 20 octobre 1912).
- 16 septembre : Engelbert Brenner, hautboïste américain (° 15 août 1904).
- 11 octobre : Mansi Barberis, compositrice, violoniste, professeur de musique et chef d'orchestre roumaine (° 12 mars 1899).
- 16 octobre : Arthur Grumiaux, violoniste belge (° 22 mars 1921).
- 6 novembre :
  - Elisabeth Grümmer, soprano allemande (° 31 mars 1911).
  - Lili Kraus, pianiste (° 4 mars 1903).
- 13 novembre : Rudolf Schock, ténor allemand (° 4 septembre 1915).
- 15 novembre : Alexandre Tansman, compositeur français d'origine  polonaise (° 11 juin 1897).
- 18 novembre : Lajos Bárdos, compositeur, chef d'orchestre, chef de chœur hongrois (° 1er octobre 1899).
- 6 décembre : Marta Canales, violoniste, chef de chœur et compositrice chilienne (° 17 juillet 1893).
- 10 décembre : Serge Berthoumieux, critique musical, violoniste, et librettiste français (° 16 décembre 1904).
- 16 décembre :
  - Francisco Casanovas, chef d'orchestre, compositeur, professeur, clarinettiste, saxophoniste et flûtiste espagnol (° 9 octobre 1899).
  - Marcel Quinet, compositeur belge (° 6 juillet 1915).
- 17 décembre : Pierre-Jean Grassi, hautboïste et compositeur français (° 20 septembre 1966).
- 22 décembre : Carlernst Ortwein, pianiste et compositeur allemand (° 21 décembre 1916).
- 27 décembre : Lars-Erik Larsson, compositeur suédois (° 15 mai 1908).